# Karl-Josef Rauber
Karl-Josef Rauber (11 tháng 4 năm 1934 – 26 tháng 3 năm 2023) là một Hồng y người Đức của Giáo hội Công giáo Rôma. Ông hiện đảm trách vai trò Hồng y Đẳng Phó tế Nhà thờ Hiệu tòa S. Antonio di Padova a Circonvallazione Appia. Ông từng đảm nhiệm vai trò Sứ thần Tòa Thánh tại Luxembourg và Bỉ trong vòng hơn 6 năm, từ năm 2003 đến khi hồi hưu năm 2009.
Trước khi đảm nhận vai trò Sứ thần Tòa Thánh tại Luxembourg và Bỉ, ông còn đảm nhận nhiều chức danh khác như: Quyền Sứ thần Tòa Thánh tại Uganda (1982-1990), Chủ tịch Giáo hoàng Học viện về Nghệ thuật (1990-1993), Sứ thần Tòa Thánh tại Thụy Sĩ và Liechtenstein (1993-1997), Sứ thần Tòa Thánh tại Moldova và Hungary (1997-2003). Hồng y Rauber được vinh thăng Hồng y năm 2015, bởi Giáo hoàng Phanxicô.

## Tiểu sử
Hồng y Karl-Josef Rauber sinh ngày 11 tháng 4 năm 1934, tại Nürnberg, Đức. Sau quá trình tu học dài hạn tại các cơ sở chủng viện theo quy định của Giáo luật, ngày 28 tháng 2 năm 1959, Phó tế Rauber, 25 tuổi, tiến đến việc được truyền chức linh mục. Cử hành nghi thức truyền chức cho tân linh mục trẻ tuổi là Giám mục Albert Stohr, Giám mục chính tòa Giáo phận Mainz. Linh mục Rauber cũng là thành viên linh mục đoàn Giáo phận Mainz.
Sau 23 năm thi hành các công việc mục vụ trên cương vị và thẩm quyền của một linh mục, ngày 18 tháng 12 năm 1982, Tòa Thánh ra thông cáo loan tin Giáo hoàng đã quyết định tuyển chọn linh mục Karl-Josef Rauber, 48 tuổi, gia nhập Giám mục đoàn Công giáo Hoàn vũ, với vị trí được bổ nhiệm là Tổng giám mục Hiệu tòa Iubaltiana, kiêm nhiệm chức danh Quyền Sứ Sứ thần Tòa Thánh tại Uganda. Lễ tấn phong cho vị giám mục tân cử được tổ chức sau đó vào ngày 6 tháng 12 năm 1983, với phần nghi thức truyền chức chính yếu được cử hành cách trọng thể bởi 3 giáo sĩ cấp cao, gồm vụ chủ phong là đương kim giáo hoàng, Giáo hoàng Gioan Phaolô II; hai vị giáo sĩ khác, trong vai trò phụ phong, gồm có Tổng giám mục Eduardo Martínez Somalo, Thành viên Văn phòng Phủ Quốc vụ khanh Tòa Thánh và Tổng giám mục Duraisamy Simon Lourdusamy, Tổng Thư kí Thánh bộ Rao giảng Phúc Âm cho các Dân tộc (Còn được gọi là Thánh bộ Truyền giáo). Tân giám mục chọn cho mình châm ngôn: CARITAS CHRISTI URGET NOS.
Sau 7 năm đảm nhiệm vai trò của một Quyền Sứ thần Tòa Thánh tại Uganda, Tòa Thánh quyết định thuyên chuyển Tổng giám mục Bauer về Giáo triều, cụ thể bổ nhiệm làm Chủ tịch Giáo hoàng Học viện về Nghệ thuật. Thông cáo bổ nhiệm chức vụ mới này được Tòa Thánh công bố cách rộng rãi vào ngày 22 tháng 1 năm 1990. Công việc tại Giáo hoàng Học viện về Nghệ thuật kết thúc khi Tòa Thánh quyết định điều chuyển ông về với công tác ngoại giao, qua việc bổ nhiệm ông làm Sứ thần Tòa Thánh tại Thụy Sĩ và Liechtenstein, bắt đầu từ ngày 16 tháng 3 năm 1993.
Nhiệm sở của Tổng giám mục Rauber lại thay đổi khi Tòa Thánh quyết định thuyên chuyển Sứ thần này làm nhiệm vụ Sứ thần Tòa Thánh tại hai quốc gia là Moldova và Hungary. Thông cáo bổ nhiệm được công bố vào ngày 25 tháng 4 năm 1997. Ông thực hiện công tác mục vụ tại hai quốc gia này trước khi lại được điều chuyển làm Sứ thần Tòa Thánh tại Luxembourg và Bỉ, bắt đầu từ ngày 22 tháng 2 năm 2003.
Tổng giám mục Karl-Josef Rauber rời chức vụ Sứ thần tại Bỉ ngày 18 tháng 6 năm 2009 và sau đó cũng rời chức vụ tại Luxembourg ngày 24 tháng 7. Việc hồi hưu của ông theo đúng quy định Giáo luật về tuổi tác.
Qua Công nghị Hồng y 2015 được tổ chức ngày 14 tháng 2, Giáo hoàng Phanxicô vinh thăng Tổng giám mục  Karl-Josef Rauber tước vị danh dự Hồng y. Tân Hồng y thuộc phẩm trật Hồng y phẩm trật Phó tế và Nhà thờ hiệu tòa được chỉ định là Sant’Antonio di Padova a Circonvallazione Appia. Tân hồng y đã đến nhận nhà thờ Hiệu tòa của mình vào ngày 13 tháng 6 năm 2015. Ông qua đời ngày 26 tháng 3 năm 2023, thọ 88 tuổi.